# Johan Jakob Östring
Johan Jakob Östring, född 22 maj 1813 i Närpes, död 22 mars 1836 i Tavastehus, var en finländsk student. Han var bror till Fredrik Östring.
Johan Jakob Östring, som var son till kyrkoherden Peter Östring och Fredrika Lovisa Holstius, blev elev vid Vasa trivialskola 1823 och student vid Kejserliga Alexanders Universitetet i Finland i Helsingfors 1829. Han var en ovanligt rikt begåvade student, men på grund av en konflikt med universitetsmyndigheterna förvisades han 1834 på ett halvt år från universitetet tillsammans med några andra studenter, däribland Lars Stenbäck. Östring anslöt sig till väckelserörelsen, i likhet med Stenbäck, i vars diktning sorgen över vännens tidiga frånfälle i tuberkulos tydligt framträder.